# فهرست میلیاردرهای زن
فهرست میلیاردرهای زن (انگلیسی: List of female billionaires) مجله فوربز به‌طور سالیانه اقدام به رتبه‌بندی ثروتمندترین زنان جهان می‌نماید. این فهرست با استفاده از اطلاعات مندرج در فهرست ثروتمندترین افراد جهان، در ماه مارس هر سال توسط فوربس، منتشر می‌شود. آخرین فهرست میلیاردرهای زن، در تاریخ ۶ مارس ۲۰۱۸ منتشر گردید، که تعداد ۲۵۶ زن ثروتمند در آن رتبه‌بندی حضور داشتند، که این تعداد در فهرست سال ۲۰۱۷ شمار ۲۲۷ زن و در ۲۰۱۵ تعداد ۱۸۷ نفر بود.
|    | نام                       | تصویر | تاریخ تولد              | دارایی خالص (میلیارد دلار) | شهروندی             | منبع درآمد           | رتبه جهانی |
| -- | ------------------------- | ----- | ----------------------- | -------------------------- | ------------------- | -------------------- | ---------- |
| ۱  | فرانسوا بتانکور می‌یر      |       | ۷ اکتبر ۱۹۴۹ ‏(۷۵ سال)   | ۴۶٫۵                       | فرانسه              | لورئال               | ۱۴         |
| ۲  | آلیس والتون               |       | ۱۰ ژوئیهٔ ۱۹۵۳ ‏(۷۱ سال)  | ۴۱٫۵                       | ایالات متحده آمریکا | وال‌مارت              | ۱۹         |
| ۳  | مکنزی بزوس                |       | ۷ آوریل ۱۹۷۰            |                            | ایالات متحده آمریکا |                      |            |
| ۴  | زوزانه کلاتن              |       | ۲۸ آوریل ۱۹۶۲ ‏(۶۲ سال)  | ۲۵٫۰                       | آلمان               | آلتانا، ب‌ام‌و         | ۳۲         |
| ۵  | ژاکلین مارس               |       | ۱۰ اکتبر ۱۹۳۹ ‏(۸۵ سال)  | ۲۳٫۶                       | ایالات متحده آمریکا | مارس اینکورپوریتد    | ۳۴         |
| ۶  | یانگ هویان                |       | ۱۹۸۱ (۳۶ ساله)          | ۲۱٫۹                       | چین                 | کانتری گاردن هلدینگ  | ۴۳         |
| ۷  | لورن پاول جابز            |       | ۶ نوامبر ۱۹۶۳ ‏(۶۱ سال)  | ۱۸٫۸                       | ایالات متحده آمریکا | اپل، شرکت والت دیزنی | ۵۸         |
| ۸  | جینا راینهارت             |       | ۹ فوریهٔ ۱۹۵۴ ‏(۷۱ سال)   | ۱۷٫۴                       | استرالیا            | هنکوک پراسپکتینگ     | ۸۰         |
| ۹  | آیریس فونتبونا            |       | ۱۹۴۲/۱۹۴۳ (۸۲–۸۳ سال)   | ۱۶٫۳                       | شیلی                | آنتوفاگاستا پی‌ال‌سی   | ۸۰         |
| ۱۰ | ابیگیل جانسون             |       | ۱۹ دسامبر ۱۹۶۱ ‏(۶۳ سال) | ۱۵٫۹                       | ایالات متحده آمریکا | سرمایه‌گذاری فیدلیتی  | ۸۳         |
| ۱۱ | شارلین دی کاروالهو-هینیکن |       | ۳۰ ژوئن ۱۹۵۴ ‏(۷۰ سال)   | ۱۵٫۸                       | هلند                | هینیکن               | ۸۶         |